# جمعية الجوارب الزرقاء

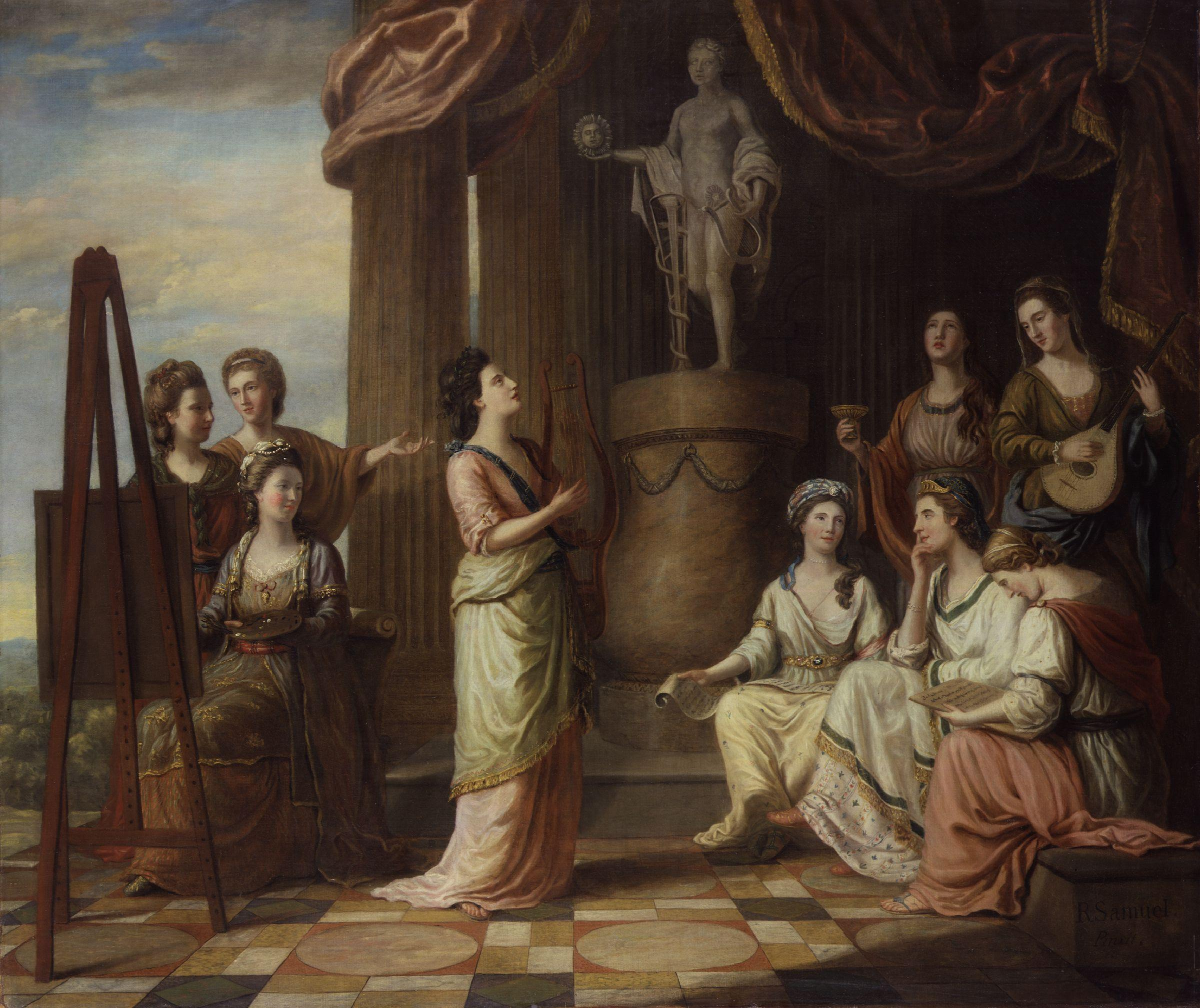
رسم لإلهات الإلهام في معبد أبوللو بواسطة ريتشارد صاموئيل تظهر بها: إليزابيث كارتر، أنجليكا كوفمان، آنا لاتيتا باربولد، كاثرين ماكولي، إليزابيث مونتاجو، إليزابيث جريفيث، هانا مور، إليزابيث آن شيريدان وشارلوت لينوكس

جمعية الجوارب الزرقاء هي حركة نسائية تعليمية واجتماعية غير رسمية نشأت في إنجلترا منتصف القرن 18، وقد ركزت الحركة على التعليم والتعاون المتبادل.
تأسست في بدايات 1750 على يد إليزابث مونتاجو، إليزابث ڤزي وغيرهن كمجموعة للنقاشات الأدبية، كخطوة للابتعاد عن الأنشطة النسائية التقليدية غير الفكرية، وقد قمن بدعوة العديد من الرجال والنساء من علماء النبات والمترجمين والناشر بنيامين ستيلنجفليت. وهناك رواية تفيد بأن ستيلنجفليت كان فقيراً ولم يتمكن من ارتداء الزي الرسمي الذي يتضمن جوارب حريرية سوداء، فكان يرتدي الجوارب الصوفية الزرقاء؛ ومن هنا جاء الاسم ليعبر عن عدم رسمية هذه التجمعات.

## التاريخ

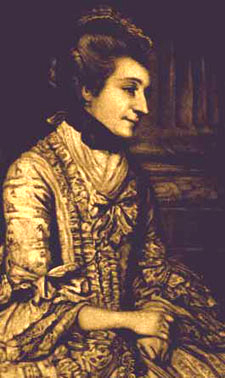
السيدة إليزابيث مونتاجو

ظهرت جمعية الجوارب الزرقاء الإنجليزية في 1750 تقريباً، وتضاءلت شعبيتها في نهاية القرن الثامن عشر. كانت منظمة تضم السيدات المتميزات المهتمات بالتعليم ليتناقشن في الأدب مع دعوة رجال متعلمين للمشاركة تحت إدارة وإشراف إليزابيث مونتاجو وإليزابيث ڤزي. والمشاركات بشكل عام كن على قدر أعلى من التعليم ولديهن عدد أقل من الأبناء مقارنةً ببقية النساء الإنجليزيات حينئذ؛ ففي تلك الفترة كان الرجال فقط هم من يتلقون التعليم الجامعي بينما على السيدات إتقان مهارات مثل الحياكة والتطريز، وكان من غير اللائق أن يعرفن اللاتينية أو الإغريقية، أو أن يصبحن كاتبات. ولم يكن احتجاج الكاتبة آنا لاتيتا باربولد بأن «النساء لا يردن الكليات، وأن أفضل طريقة للمعرفة بالنسبة للمرأة هي النقاش مع الأب أو الأخ أو الصديق» سوى انعكاس للشعور العام وقتئذ. وفي أوائل 1800 تغير الشعور العام، وأصبح السؤال الأنسب: «لماذا على المرأة أن تكون أكثر جهلاً من طفل في الثانية عشرة من عمره»، الأمر الذي تزامن مع انحسار شعبية جمعية الجوارب الزرقاء.
وصفت الجمعية من قبل مؤرخين ومؤلفين عدة كجمعية نسوية؛ بسبب الدعوة إلى تعليم المرأة والشكوى من وضع المرأة في المجتمع ونمط حياتها في المجتمع، الأمر الذي يتجلى في كتابات عضوات الجمعية أنفسهن.
وسبب تسمية الجمعية بهذا الاسم أمر مختلف عليه من قبل المؤرخين. قد يكون مستمداً من الأزياء الأوروبية في منتصف القرن الثامن عشر، حيث كانت الجوراب السوداء ترتدى مع الملابس الرسمية والجوارب الزرقاء نهاراً أو مع الأزياء غير الرسمية، كما كانت الجوارب الزرقاء مألوفة لدى النساء في باريس حينئذ. ويعتقد بعضا لمؤرخين أن الاسم جاء بعدما اقترحت السيدة إليزابيث ڤزي على بنيامين ستيلينجفليت المذكور آنفاً والذي لم يكن يمتلك زياً ملائماً لحفلة مسائية أن يأتي مرتدياً جوارب زرقاء، وقد أصبح السيد ستيلينجفليت ضيفاً ذا شعبية في اجتماعات جمعية الجوارب الزرقاء.

## الهدف
لم يكن لجمعية الجوارب الزرقاء أي رسوم عضوية، وكانت تعقد اجتماعات صغيرة أو كبيرة يمنع فيها الحديث في السياسة لكن الأدب والفنون، تحضرها السيدات المتعلمات المهتمات بالثقافة والتعليم، وبعض الضيوف من الرجال، ويقدم فيها الشاي وبعض المأكولات الخفيفة.
يحتوي أرشيف نيويورك تايمز على مقالة منشورة في 17 أبريل 1881 تصف جمعية الجوارب الزرقاء كحركة نسائية بعيدة عن المقامرة الوسيلة الرئيسية للترفيه لدى الطبقة العليا: «على خلاف السائد حينئذ، لم تصب السيدة مونتاجو وصديقاتها السيدة بوسكاون وڤزي بسعار (القمار) وقررن اتخاذ موقف ضد هذا التقليد الطاغي الذي امتص حياة وثروة الأغنياء وحال بينهم وبين التمتع بأي نشاط فكري، وإنشاء جمعية يحل فيها النقاش محل ورق اللعب» (نيويورك تايمز 1881).
شجعت سيدات جمعية الجوارب الزرقاء بعضهن البعض في المساعي الفكرية كالقراءة والكتابة والأعمال الفنية، كما نشرت بعضهن قطعاً أدبية. وقد كانت المؤلفة إليزابيث كارتر (1717–1806) مدافعة عن الجمعية وعضوة فيها، ونشرت المقالات والقصائد وقامت بالترجمة عن أبكتاتوس. وقد قامت الكاتبة المعاصرة آنا ميجون بجمع السير الذاتية لهؤلاء السيدات في كتاب.

## أعضاء بارزون
- آنا لاتيتا باربولد
- جيمس بيتي
- فرانسيس بوسكاون[8]
- هنريتا ماريا بوتلر[9]
- إدموند بيرك
- فرانسيز بورني
- إليزابيث كارتر
- مارجريت كافنديش هارلي
- هيزتر شابون
- ماري ديلاني
- سارة فيلدنج
- ديفيد جاريك
- صمويل جونسون[10]
- آدا لوفلايس
- كاثرين ماكولاي[7]
- إليزابيث مونتاجو[2]
- هانا مور
- ويليام بولتيني[11]
- كلارا ريف[7]
- سارة سكوت[7]
- جوشوا راينولدس
- كاثرين تالبوت[12]
- هيستر ثريل
- إليزابيث ڤزي
- هوراس والبول
- آنا ويليامز